# بوبان بوزوفيتش
بوبان بوزوفيتش (بالسلوفينية: Boban Božović)‏ هو لاعب كرة قدم بوسني وسلوفيني (وحمل سابقاً جنسية يوغوسلافيا) في مركز الوسط، ولد في 24 نوفمبر 1963 في سراييفو في البوسنة والهرسك. شارك مع منتخب يوغوسلافيا لكرة القدم. أما مع النوادي، فقد لعب مع نادي إستر ونادي جازيليك أجاكسيو ونادي ساراييفو ونادي لانس ونادي مونتلوكون.

## وصلات خارجية
- بوبان بوزوفيتش على موقع قاعدة بيانات كرة القدم.إي يو (الإنجليزية)
- بوبان بوزوفيتش على موقع ناشيونال فوتبول تيمز (الإنجليزية)